# Hugh Bonneville
Hugh Richard Bonneville Williams, född den 10 november 1963 i Blackheath i Lewisham i London, är en brittisk skådespelare.
I början av sin karriär använde han sig av Richard Bonneville som artistnamn. I en minnesvärd biroll som börsmäklaren Bernie i Notting Hill (1999) gör han bort sig när han inte känner igen filmstjärnan Anna Scott och frågar henne om det går att leva på skådespelarjobbet. För den breda publiken är Bonneville troligen mest känd för rollen som Robert Crawley, 7:e earl av Grantham, i TV-serien Downton Abbey (2010-2015).

## Filmografi (i urval)
- 1990 – Pengar i potten (TV-serie)
- 1993 – Stalag Luft
- 1994 – The Memoirs of Sherlock Holmes (TV-serie)
- 1994 – Between the Lines (TV-serie) avsnitt 30 av 35  (som Richard Bonneville)
- 1994 – Frankenstein
- 1996 – Married for Life (TV-serie)
- 1997 – Tomorrow Never Dies
- 1999 – Notting Hill
- 1999 – Mansfield Park
- 2001 – Iris
- 2001 – Conspiracy of Silence
- 2001 – Blow Dry
- 2002 – Sous mes yeux
- 2002 – Doktor Zjivago (TV-serie)
- 2004 – Piccadilly Jim
- 2004 – Stage Beauty
- 2004 – Daniel Deronda
- 2005 – Asylum
- 2005 – The Robinsons (TV-serie)
- 2005 – Underclassman
- 2006 – Courting Alex (TV-serie)
- 2006 – Scenes of a Sexual Nature
- 2006 – Tsunami: The Aftermath
- 2006 – Four Last Songs
- 2007 – Jane Austens ånger
- 2008 – Lost in Austen (TV-serie)
- 2010 – Ben Hur
- 2010–2015 – Downton Abbey (TV-serie)
- 2013 – Da Vinci's Demons (TV-serie) (ett avsnitt)
- 2014 – The Monuments Men
- 2014 – Paddington
- 2016 – The Hollow Crown (TV-serie)
- 2017 – Paddington 2
- 2017 – Breathe
- 2019 – Downton Abbey
- 2022 – Downton Abbey: En ny era
- 2024 – Paddington i Peru
- 2025 – Downton Abbey: The Grand Finale